# Українська медична громада
Українська медична громада — молодіжна організація Другої Польської Республіки, яка об'єднує українських студентів Академії ветеринарної медицини у Львові.
Вона була розпущена на початку 1924 року Управлінням поліції у Львові за звинуваченням у наданні допомоги таємним українським університетам.